# Советское (Сакский район)
Сове́тское (до 1948 г. Кучу́к-Каба́н; укр. Совєтське, крымскотат. Küçük Qaban, Кучюк Къабан) — исчезнувшее село в Сакском районе Республики Крым, располагавшееся на севере района, в степной части Крыма, на границе с Раздольненским районом, примерно в 3 км восточнее пгт Новосёловское.

### Динамика численности населения
| - 1806 год — 74 чел. - 1864 год — 69 чел. - 1889 год — 96 чел. - 1892 год — 56 чел. | - 1900 год — 49 чел. - 1915 год — 34/26 чел. - 1926 год — 109 чел. - 1939 год — 142 чел. |

## История
Первое документальное упоминание села встречается в Камеральном Описании Крыма… 1784 года, судя по которому, в последний период Крымского ханства Кючюк Кабань входил в Каракуртский кадылык Бахчисарайского каймаканства. После присоединения Крыма к России (8) 19 апреля 1783 года, (8) 19 февраля 1784 года, именным указом Екатерины II сенату, на территории бывшего Крымского Ханства была образована Таврическая область и деревня была приписана к Евпаторийскому уезду. После Павловских реформ, с 1796 по 1802 год, входила в Акмечетский уезд Новороссийской губернии. По новому административному делению, после создания 8 (20) октября 1802 года Таврической губернии, Кучук-Кабан был включён в состав Урчукской волости Евпаторийского уезда.
По Ведомости о всех селениях, в Евпаторийском уезде состоящих… от 19 апреля 1806 года, в деревне Кичкине-Кабан числилось 8 дворов и 74 жителя, исключительно крымских татар. На военно-топографической карте генерал-майора Мухина 1817 года деревня Кучук-Кабач обозначена с 15 дворами. После реформы волостного деления 1829 года Урчук согласно «Ведомости о казённых волостях Таврической губернии 1829 года», остался центром Урчукской волости. На карте 1842 года деревня с 20 дворами.
В 1860-х годах, после земской реформы Александра II, деревню приписали к Абузларской волости. В «Списке населённых мест Таврической губернии по сведениям 1864 года», составленном по результатам VIII ревизии 1864 года, Кучук-Кабан — владельческая татарская деревня, с 7 дворами, 69 жителями и мечетью при колодцах. Согласно «Памятной книжке Таврической губернии за 1867 год», деревня была покинута жителями в 1860—1864 годах, в результате эмиграции крымских татар, особенно массовой после Крымской войны 1853—1856 годов, в Турцию и вновь заселена татарами. По обследованиям профессора А. Н. Козловского 1867 года, вода в колодцах деревни была пресная, а их глубина достигала 21—26 саженей (44—54 м). На трехверстовой карте Шуберта 1865—1876 года в деревне Кучук-Кабан обозначены 4 двора. В «Памятной книге Таврической губернии 1889 года», по результатам Х ревизии 1887 года, в деревне Кучук-Кабан числилось 14 дворов и 96 жителей. Согласно «…Памятной книжке Таврической губернии на 1892 год», в деревне Кучук-Кабан было 56 жителей в 7 домохозяйствах, все безземельные.
Земская реформа 1890-х годов в Евпаторийском уезде прошла после 1892 года, в результате Кучук-Кабан приписали к Кокейской волости. По «…Памятной книжке Таврической губернии на 1900 год» в деревне числилось 49 жителей в 7 дворах. По Статистическому справочнику Таврической губернии. Ч.II-я. Статистический очерк, выпуск пятый Евпаторийский уезд, 1915 год, в деревне Кабан-Кучук Кокейской волости Евпаторийского уезда числилось 12 дворов (1 двор с землёй, 11 — безземельные) с немецким населением в количестве 34 человек приписных жителей и 26 — «посторонних», из которых 30 мужчин и 30 женщин. Жители владели 800 десятинами удобной земли. В хозяйствах имелось 63 лошади, 20 волов, 8 коров и 700 голов мелкого скота.
После установления в Крыму Советской власти, по постановлению Крымревкома от 8 января 1921 года № 206 «Об изменении административных границ» была упразднена волостная система и село вошло в состав Евпаторийского района Евпаторийского уезда, а в 1922 году уезды получили название округов. 11 октября 1923 года, согласно постановлению ВЦИК, в административное деление Крымской АССР были внесены изменения, в результате которых округа были отменены и произошло укрупнение районов — территорию округа включили в Евпаторийский район. Согласно Списку населённых пунктов Крымской АССР по Всесоюзной переписи 17 декабря 1926 года, в селе Кучук-Кабан, Биюк-Кабанского сельсовета Евпаторийского района, числилось 25 дворов, все крестьянские, население составляло 109 человек, все татары. После создания 15 сентября 1931 года Фрайдорфского (переименованного в 1944 году в Новосёловский) еврейского национального района (лишённого статуса национального постановлением Оргбюро ЦК КПСС от 20 февраля 1939 года) Кучук-Кабань, или Кабанчук, включили в его состав. По данным всесоюзной переписи населения 1939 года в селе проживало 142 человека.
В 1944 году, после освобождения Крыма от фашистов, согласно Постановлению ГКО № 5859 от 11 мая 1944 года, 18 мая крымские татары были депортированы в Среднюю Азию. С 25 июня 1946 года Кучук-Кабань в составе Крымской области РСФСР. Указом Президиума Верховного Совета РСФСР от 18 мая 1948 года, Кучук-Кабань переименовали в Советское. 25 июля 1953 года Новосёловский район был упразднен и село включили в состав Евпаторийского. Время включения в состав Новосёловского сельсовета пока не установлено: на 15 июня 1960 года село уже числилось в его составе. 1 января 1965 года, указом Президиума ВС УССР «О внесении изменений в административное районирование УССР — по Крымской области», Евпаторийский район был упразднён и село включили в состав Раздольненского (по другим данным — 11 февраля 1963 года). Ликвидировано до 1968 года, как село тогда ещё Новосёловского сельсовета Раздольненского района, сейчас — территория Сакского района.